# Francesca Erik
Francesca Erik (geboren als Amanda Erik, ook gekend als Tara Maria) was een Russische dichteres, echtgenote van de pianist en componist Walter Morse Rummel en minnares van Leopold III van België kort na de dood van diens eerste vrouw Astrid van Zweden.
Erik trouwde in 1932 met Walter Morse Rummel, een pianist en componist van Duits-Britse afstamming met een Amerikaans paspoort, voornamelijk actief in Frankrijk. Het was zijn derde huwelijk. In 1935 kwam het paar in België wonen, eerst in Knokke en later in de Brusselse Wolstraat op uitnodiging van Leopold die het paar had leren kennen via zijn muziekminnende moeder, koningin Elisabeth.